# Casnate con Bernate
Casnate con Bernate ist eine norditalienische Gemeinde (comune) in der Provinz Como in der Lombardei. 

## Lage und Einwohner
Die Gemeinde liegt rund 8 Kilometer südlich von der Provinzhauptstadt Como und hat 5042 Einwohner (Stand 31. Dezember 2023)
Die Nachbargemeinden sind am Norden Grandate, am Osten Como und Senna Comasco, am Süden Cucciago und Fino Mornasco, und am Westen Luisago.

## Geschichte
Die vormals eigenständige Gemeinde Bernate Rosales wurde 1937 mit Casnate zusammengelegt.

## Sehenswürdigkeiten
- Pfarrkirche Santi Antonio abate e Ambrogio[2]
- Kirche San Bernardo[3]
- Villa Rosales[4]